# Aci Trezza
Aci Trezza, de asemenea Acitrezza, este o fracțiune a municipiului Aci Castello, în orașul metropolitan Catania, în regiunea italiană Sicilia. Municipiul se află pe coasta de est a Siciliei, la Marea Ionică. În largul coastei se află arhipelagul Insulele Ciclopilor.

## Istoric
În 1948, filmul Pământul se cutremură, regizat de Luchino Visconti, a fost turnat în Aci Trezza cu actori locali. Filmul este inspirat din romanul Familia Malavoglia al lui Giovanni Verga, care descrie viața grea a pescarilor. De asemenea, o parte din poveștile lui Verga despre Cavalleria rusticana (povești țărănești siciliene) se referă la Aci Trezza. Ele au servit drept bază pentru opera omonimă a lui Pietro Mascagni, Cavalleria rusticana.

## Locuri și monumente
Există un mic muzeu în Casa del Nespolo. De acolo se organizează „tururi literare” către locațiile romanului și al filmului.

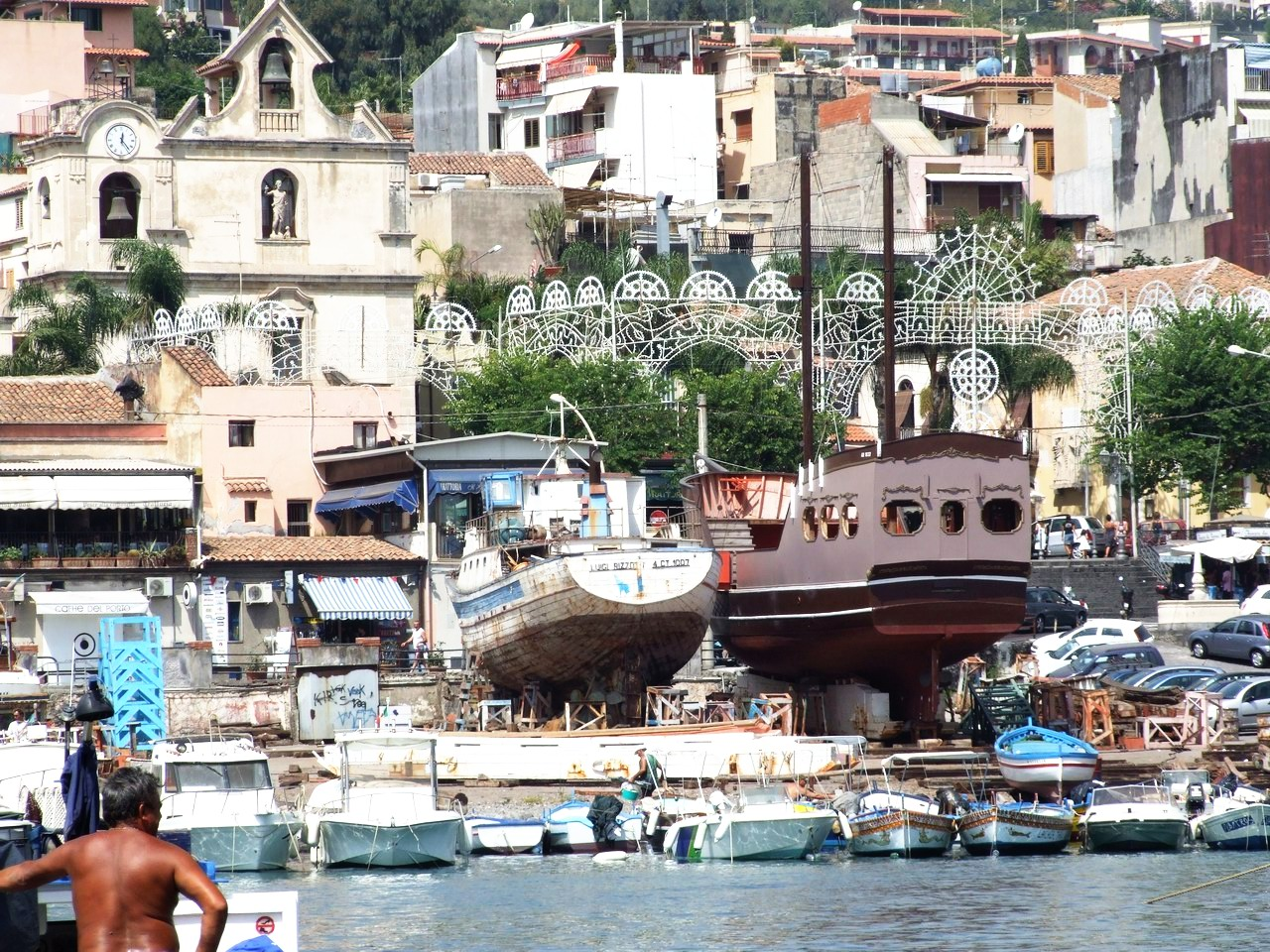
Aci Trezza
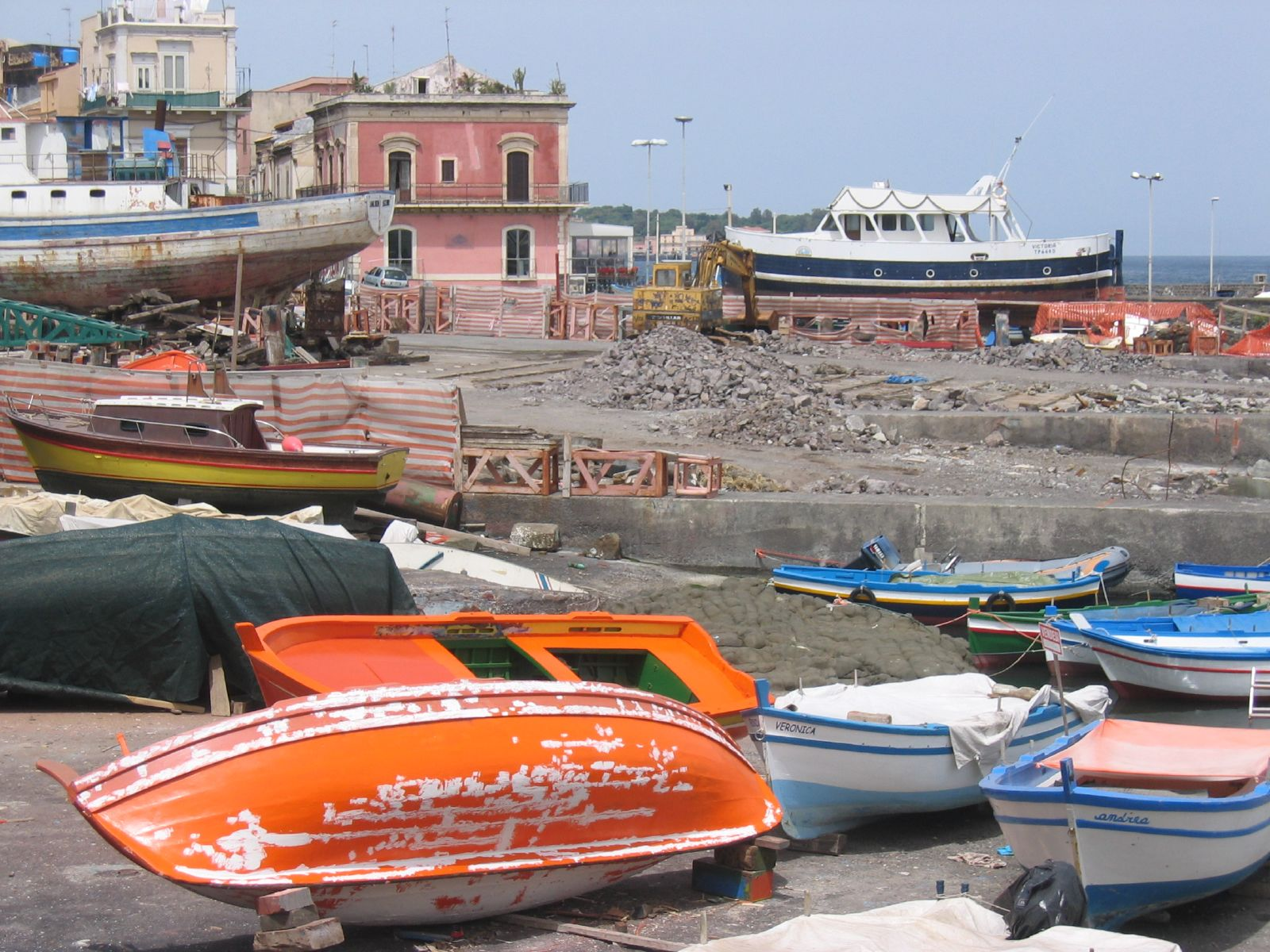
Portul din Aci Trezza
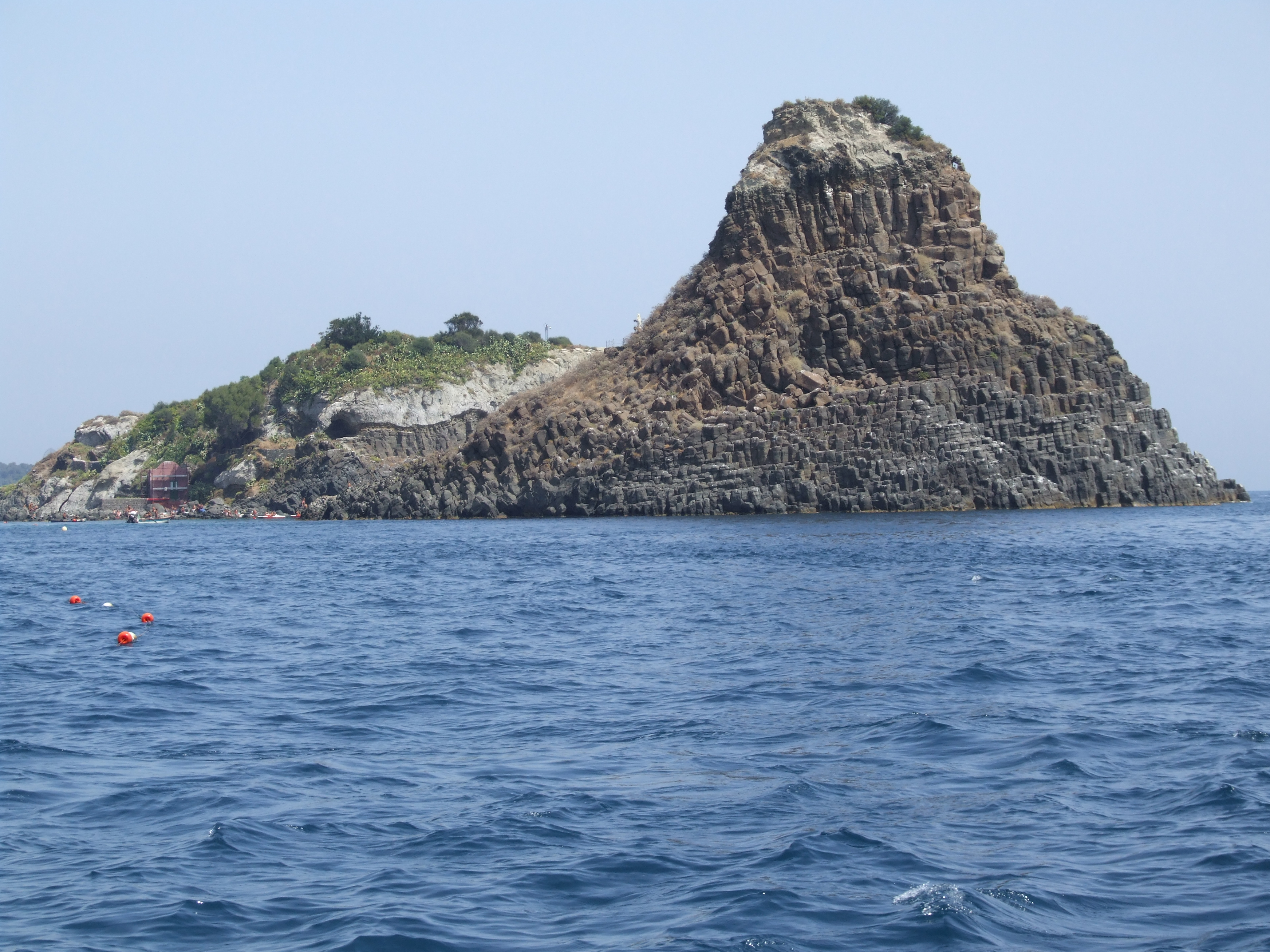
Insula principală a Ciclopilor
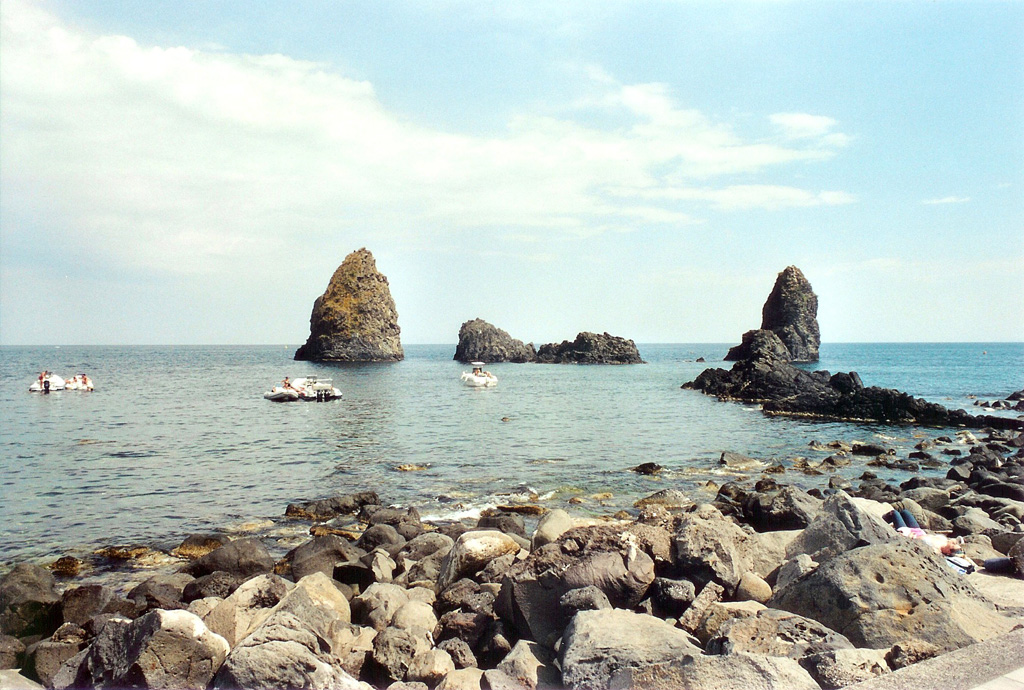
Stânci mai mici la sud de Ciclopi